# 山東 (浜松市)
山東（やまひがし）は静岡県浜松市天竜区の大字。

## 地理
浜松市天竜区の南部に位置する。東で只来及び横川、西で大川・大谷・佐久・相津・次郎八新田・船明、南で二俣町阿蔵及び二俣町二俣、北で小川と接する。

### 山岳
- 光明山

### 河川
- 二俣川

## 歴史

### 沿革
- 1889年（明治22年）4月1日 - 町村制の施行により、豊田郡山東村が周辺の村と合併し、豊田郡光明村となる[WEB 6]。旧村名は光明村の大字として残る[WEB 7]。
- 1896年（明治29年）4月1日 - 郡制の施行により、光明村の所属郡が磐田郡に変更となる。
- 1956年（昭和31年）9月30日 – 光明村が周辺の町村と合併して改めて磐田郡二俣町となる。
- 1958年（昭和33年）11月3日 – 二俣町が市制施行して天竜市となる。
- 2005年（平成17年）7月1日 – 天竜市外10市町村が浜松市に編入される。
- 2007年（平成19年）4月1日 - 浜松市が政令指定都市となる。山東は天竜区の一部となる。

## 施設
- 浜松市立光明幼稚園
- 社会福祉法人天竜厚生会 幼保連携型認定こども園 子育てセンターやまびこ
- 浜松市立光明小学校
- 浜松市立光が丘中学校
- 浜松市光明ふれあいセンター
- 天竜山東郵便局
- スズキ部品製造遠州精工工場
- ヤマトウ製材所
- 平井鉄工所
- ローソン天竜山東店
- ENEOS山東SS（有限会社山東が運営）
- apollostation山東SS（北遠石油が運営）
- 山王団地
- 曹洞宗 金光明山 光明寺
- 曹洞宗 西台寺
- 八幡神社
- 光明山古墳

## 交通

### バス
- 遠鉄バス
  - 30磐田天竜線：（磐田駅 方面 - ）光明山口 - 山東
  - 秋葉線・鹿島線：（厚生会 方面 - ）光明山口 - 山東 - 山王橋 - 光明幼稚園 - 相生橋 - なたづき - 北島 - 麓橋 - スミレックス（ - 春野 方面）
- 浜松市自主運行バス北遠本線：（西鹿島駅 方面 - ）光明山口 - 山東（ - 水窪町 方面）
  - 水窪タクシーに委託
  - 年末年始は運休
- 浜松市天竜ふれあいバス
  - 熊線・大白木線：山東 - 光が丘中学校前（ - 熊／大白木 方面）
  - 百古里・只来線：山東 - 光明ふれあいセンター - 相生橋 - なたづき - 北島 - 麓橋（ - 上すがり 方面）
    - 遠鉄タクシーに委託。
    - 事前予約制。
    - 熊線及び百古里・只来線は火・金曜の運行、大白木線は火・木曜の運行、両線とも祝日・振替休日・年末年始は運休。

### 道路
- 国道152号
- 国道362号
- 国道473号

## その他

### 学区
小学校・中学校の学区は以下の通りである。
- 浜松市立光明小学校
- 浜松市立光が丘中学校

### 警察
警察の管轄区域は以下の通りである。
| 番・番地等     | 警察署     | 交番・駐在所 |
| -------------- | ---------- | ------------ |
| 全域（各一部） | 天竜警察署 | 署所在地交番 |
| 全域（各一部） | 天竜警察署 | 船明交番     |

### 消防
消防の管轄区域は以下の通りである。
| 番・番地等 | 消防署     | 本署/出張所 |
| ---------- | ---------- | ----------- |
| 全域       | 天竜消防署 | 本署        |

### 指定文化財
- 光明山古墳（山東2878他、国指定史跡）[WEB 12]

### WEB
1. ↑  “h02_22.csv”.   総務省 (2022年2月10日). 2024年11月8日閲覧。
2. ↑  “静岡県浜松市天竜区 (22137)｜国勢調査町丁・字等別境界データセット”.   人文学オープンデータ共同利用センター. 2024年11月8日閲覧。
3. ↑  “静岡県 浜松市天竜区 山東の郵便番号 - 日本郵便”.   日本郵便. 2024年11月8日閲覧。
4. ↑  “市外局番の一覧”.   総務省 (2022年3月1日). 2024年11月8日閲覧。
5. ↑  “事業所案内及び管轄地域（事務所3件、分室3件）”.   一般社団法人静岡県自動車会議所. 2024年11月8日閲覧。
6. ↑  “historyofcities.pdf”.   静岡県総務部合併推進室・財団法人静岡県市町村振興協会. 2024年11月8日閲覧。
7. ↑  “解説ページ”.   株式会社エア. 2024年11月8日閲覧。
8. ↑  “学校名から探す／浜松市”.   浜松市 (2024年1月1日). 2024年11月8日閲覧。
9. ↑  “天竜警察署・所在地交番｜静岡県警察”.   静岡県警察 (2023年4月27日). 2024年11月8日閲覧。
10. ↑  “船明（ふなぎら）交番｜静岡県警察”.   静岡県警察 (2023年4月27日). 2024年11月8日閲覧。
11. ↑  “消防署の町別管轄「や」／浜松市”.   浜松市 (2020年3月25日). 2024年11月8日閲覧。
12. ↑  “しずおか文化財ナビ 光明山古墳｜静岡県公式ホームページ”.   静岡県 (2023年11月3日). 2024年12月10日閲覧。